# حسيب قواي مركز
حسيب قواي مركز (بالفارسية: حسيب قواى مركز، ولد في 28 يناير 1992) هو قائد عسكري أفغاني وأحد القادة الكبار في جبهة المقاومة الوطنية في أفغانستان. وهو أحد القادة الرئيسيين تحت قيادة أحمد مسعود وواحد من أبرز الشخصيات المناهضة لطالبان. وهو الآن مسؤول عن القوات الخاصة لجبهة المقاومة الوطنية في أفغانستان في ولاية بنجشير.